# Válečný hřbitov Hofkirchen
Válečný hřbitov Hofkirchen je pietní hřbitov obětem první a druhé světové války, který se nachází na levém břehu Dunaje v blízkosti města Hofkirchen v německé spolkové zemi Bavorsko.
Vybudování navrhl Německý spolek pro válečné hroby Volksbund. Hřbitov byl otevřen roku 1959. Znovu jsou zde pohřbeni padlí, předtím uložení v hromadných hrobech a polních pohřebištích roztroušených v oblasti Dolního Bavorska a Horní Falce.
Celkový počet pochovaných je 2 773. Z toho 2 635 jsou vojáci padlí ve druhé světové válce, je zde uloženo i 45 padlých z první světové války, civilní oběti představuje 72 žen a 21 dětí (oběti leteckých útoků). Více než čtyřicet hrobů patří neznámým vojákům.
Kruhová kaple, odkud je i výhled na Dunaj, má uvnitř na stěně na rudém podkladu bíle napsaná jména všech identifikovaných obětí zde pohřbených.

## Galérie

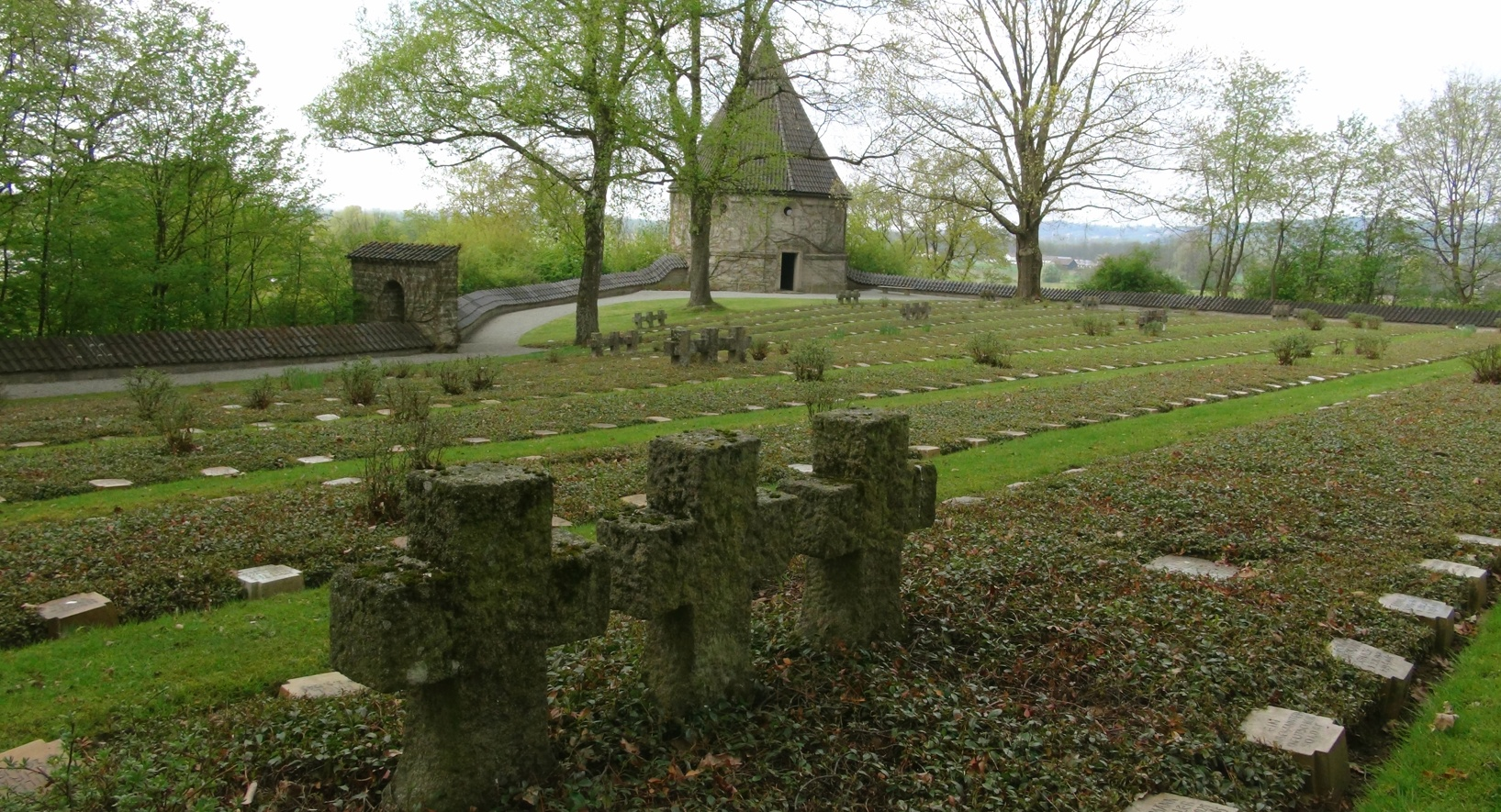
Válečný hřbitov Hofkirchen
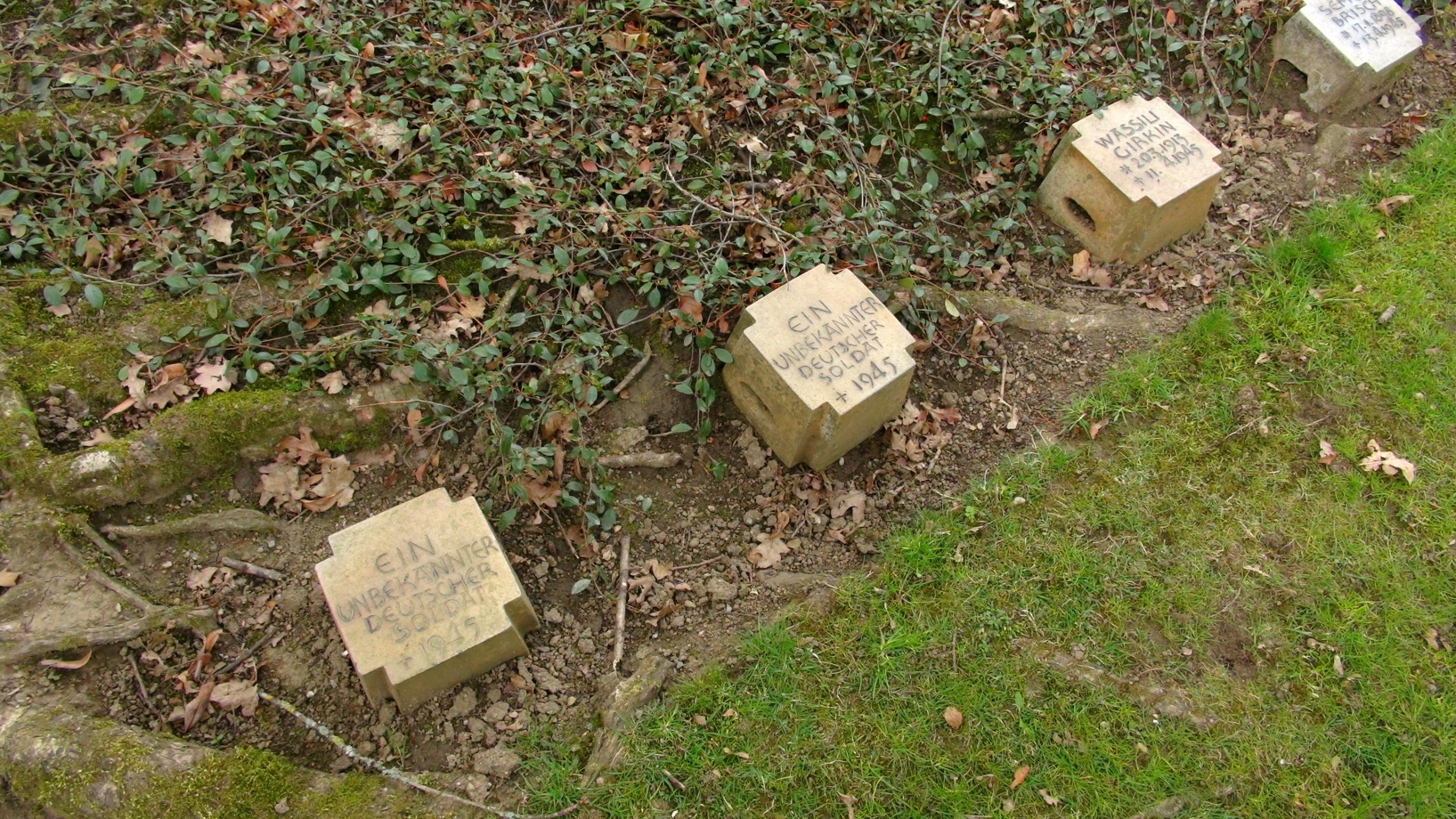
Hroby neznámých vojáků
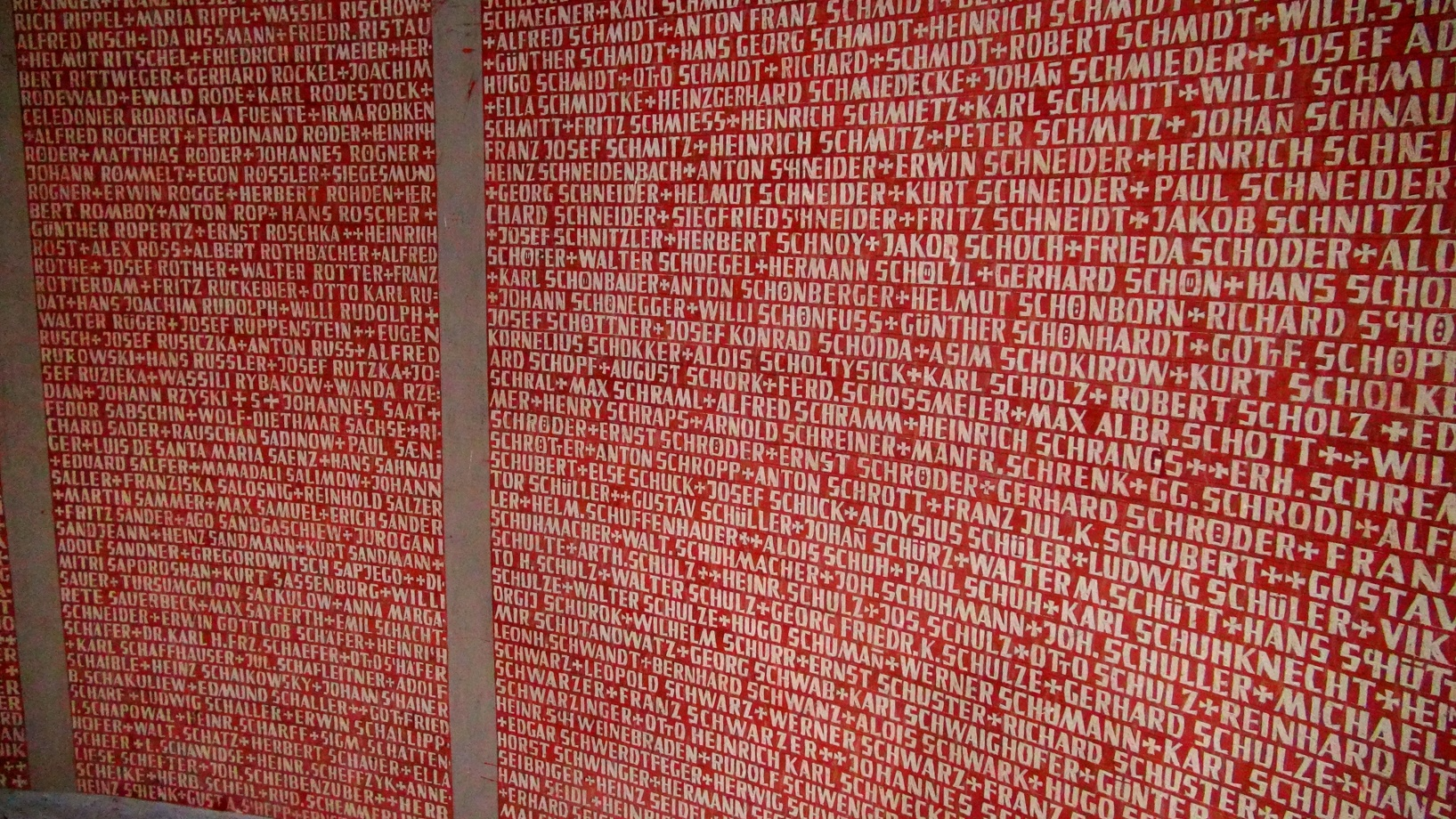
Zeď se jmény obětí v kapli